# Merz (Familie, Appenzell Ausserrhoden)
Die Merz sind vermutlich im 15./16. Jahrhundert von St. Gallen nach Herisau im Schweizer Kanton Appenzell Ausserrhoden gekommen. Die Familie Merz spielte vom 16. bis ins 19. Jahrhundert in der Herisauer Gemeindepolitik eine wichtige Rolle, ohne jedoch zu den dominierenden Geschlechtern zu gehören.

## Geschichte
Die Merz waren während mindestens neun Generationen stets mit mehreren Mitgliedern im Gemeinderat vertreten. Beruflich lassen sich verschiedene Traditionen ausmachen. Ein Familienzweig war in Herisau und Basel im 17. und 18. Jahrhundert während vier Generationen im Schuhmachergewerbe tätig. Vom 17. bis ins 19. Jahrhundert vererbte sich bei einem andern Seitenzweig die Kombination Wirt, Metzger, Ratsherr mindestens fünfmal.
Johann Georg Merz war Ausserrhoder Landesstatthalter. Eine weitere Seitenlinie verschrieb sich dem Kunstgewerbe und brachte in fünf Generationen lokal bedeutende Kunstmaler, Modelstecher, Holzschnitzer und Kartografen hervor, denen sich bis 1943 noch drei Generationen Schmiedemeister anfügten. Der Modelstecher Johannes Merz ist zudem als Appenzeller Mundartdichter bekannt. Johann Ludwig Merz und sein Sohn Ludwig Merz waren Kartografen und erfolgreiche Textilkaufleute. Mit der Gründung von drei Textildruckereien wurden die Merz im 18. Jahrhundert zu Pionieren dieser Branche in Herisau.